# Vĩnh Thuận (thị trấn)
Vĩnh Thuận là thị trấn huyện lỵ của huyện Vĩnh Thuận, tỉnh Kiên Giang, Việt Nam.

## Địa lý
Thị trấn Vĩnh Thuận nằm ở trung tâm huyện Vĩnh Thuận, có vị trí địa lý:
- Phía đông giáp xã Phong Đông
- Phía tây giáp xã Tân Thuận
- Phía nam giáp xã Vĩnh Phong
- Phía bắc giáp xã Bình Minh và xã Vĩnh Bình Nam.

Thị trấn Vĩnh Thuận có diện tích 21,74 km², dân số năm 2020 là 12.599 người, mật độ dân số đạt 580 người/km².

## Hành chính
Thị trấn Vĩnh Thuận được chia thành 4 khu phố: Vĩnh Đông 1, Vĩnh Đông 2, Vĩnh Phước 1, Vĩnh Phước 2.
Ngày 11 tháng 11 năm 2021, Chủ tịch Ủy ban nhân tỉnh Kiên Giang vừa ban hành Quyết định số 2762/QĐ-UBND về việc công nhận đô thị thị trấn Vĩnh Thuận, huyện Vĩnh Thuận, tỉnh Kiên Giang là đô thị loại V. Về phạm vi, ranh giới bao gồm diện tích tự nhiên của thị trấn Vĩnh Thuận, rộng khoảng 2.175,39ha. Có tính chất, chức năng là trung tâm hành chính của huyện Vĩnh Thuận về kinh tế, văn hóa, giáo dục, đào tạo, y tế, đầu mối giao thông, có vai trò thúc đẩy sự phát triển kinh tế - xã hội của huyện.

## Lịch sử
Sau năm 1975, Vĩnh Thuận là một thị trấn thuộc huyện Vĩnh Thuận.
Ngày 24 tháng 5 năm 1988, Hội đồng Bộ trưởng ban hành Quyết định 92-HĐBT về việc sáp nhập 1 ấp còn lại của xã Vĩnh Thuận cũ vào thị trấn Vĩnh Thuận.